# Ophelia cluthensis
Ophelia cluthensis är en ringmaskart som beskrevs av McGuire 1935. Ophelia cluthensis ingår i släktet Ophelia och familjen Opheliidae. Inga underarter finns listade i Catalogue of Life.